# Bangladeschische Cricket-Nationalmannschaft gegen Irland in der Saison 2023
Die Tour der bangladeschischen Cricket-Nationalmannschaft gegen Irland in der Saison 2022/23 fand vom 9. bis zum 14. Mai 2023 in England statt. Die internationale Cricket-Tour war Bestandteil der Internationalen Cricket-Saison 2023 und umfasste drei One-Day Internationals. Die ODIs waren Bestandteil der ICC Cricket World Cup Super League 2020–2023. Bangladesch gewann die Serie mit 2–0.

## Vorgeschichte
Für beide Mannschaften war es die erste Tour der Saison. Das letzte Aufeinandertreffen der beiden Mannschaften bei einer Tour fand in der Saison 2022/23 in Bangladesch statt. Bei dieser abschließenden Serie benötigte Irland ein 3–0-Sieg um sich anstatt Südafrika direkt für den Cricket World Cup 2023 zu qualifizieren.

## Stadion
Das folgende Stadion wurde für die Tour als Austragungsort vorgesehen.
| Stadion       | Stadt      | Kapazität | Spiele      |
| ------------- | ---------- | --------- | ----------- |
| County Ground | Chelmsford | 6.500     | 1. – 3. ODI |

## Kaderlisten
Bangladesch benannte seinen Kader am 9. April 2023. Neuseeland benannte seinen Kader am 21. April 2023.
| ODI | ODI |
| Irland | Bangladesch |
| --- | --- |
| - Andrew Balbirnie (K) - Mark Adair - Curtis Campher - Gareth Delany - George Dockrell - Stephen Doheny - Fionn Hand - Graham Hume - Josh Little - Andy McBrine - Paul Stirling - Harry Tector - Lorcan Tucker (wk) - Craig Young | - Tamim Iqbal (K) - Ebadot Hossain - Hasan Mahmud - Litton Das - Mehidy Hasan Miraz - Mrittunjoy Chowdhury - Mushfiqur Rahim - Mustafizur Rahman - Najmul Hossain Shanto - Rony Talukdar - Shakib Al Hasan - Shoriful Islam - Taijul Islam - Towhid Hridoy - Yasir Ali |

## One-Day Internationals

### Erstes ODI in Chelmsford
| 9. Mai Scorecard | Chelmsford | Bangladesch 246-9 (50) | – | Irland 65-3 (16.3) |
|                  |            | No Result              |   |                    |

Irland gewann den Münzwurf und entschied sich als Feldmannschaft zu beginnen. Der bangladeschische Eröffnungs-Batter Tamim Iqbal konnte zusammen mit dem dritten Schlagmann Najmul Hossain Shanto eine Partnerschaft bilden. Iqbal schied nach 14 Runs aus und der ihm folgende Shakib Al Hasan erzielte 20 Runs. Nachdem Towhid Hridoy ins Spiel gekommen war, verlor Shanto sein Wicket nach 44 Runs. Hridoy schied nach 27 Runs aus und wurde durch die Partnerschaft von Mushfiqur Rahim und Mehidy Hasan Miraz gefolgt. Dabei verlor Hasan sein Wicket nach 27 Runs und Rahim erreichte ein Fifty über 61 Runs. Der ihnen folgende Taijul Islam erreichte 14 und Shoriful Islam 16 Runs. Bester irischer Bowler war Josh Little mit 3 Wickets für 61 Runs. Für Irland bildeten die Eröffnungs-Batter Stephen Doheny und Paul Stirling eine Partnerschaft. Stirling erreichte 15 Runs, bevor Harry Tector ins Spiel kam. Doheny schied nach 17 Runs aus und als Tector 21* Runs erreichte, musste das Spiel auf Grund von Regenfällen abgebrochen werden. Da die Mindestzahl der Over noch nicht erreicht war, wurde das Spiel als No Result gewertet, womit Irland die direkte Qualifikation für den Cricket World cup 2023 verpasste.

### Zweites ODI in Chelmsford
| 11. Mai Scorecard | Chelmsford | Irland 319-6 (45/45)              | – | Bangladesch 320-7 (44.3/45) |
|                   |            | Bangladesch gewinnt mit 3 Wickets |   |                             |

Das Spiel begann auf Grund von Regenfällen zwei Stunden verspätet. Bangladesch gewann den Münzwurf und entschied sich als Feldmannschaft zu beginnen. Für Irland erzielte Eröffnungs-Batter Stephen Doheny 12 Runs, bevor Andy Balbirnie und Harry Tector eine Partnerschaft bildeten. Balbirnie schied nach 42 Runs aus und der ihm folgende Lorcan Tucker erreichte 16 Runs. Tector fand mit George Dockrell einen weiteren Partner, bevor er nach einem Century über 140 Runs aus 113 Bällen sein Wicket verlor. Dockrell beendete dann zusammen mit Mark Adair das Innings. Dabei erzielte Dockrell ein Fifty über 74* Runs und Adair 20* Runs. Beste bangladeschische Bowler waren Hasan Mahmud mit 2 Wickets für 48 Runs und Shoriful Islam mit 2 Wickets für 83 Runs. Für Bangladesch formte der Eröffnungs-Batter Litton Das zusammen mit dem dritten Schlagmann Najmul Hossain Shanto eine Partnerschaft. Das erzielte 21 Runs und an der Seite von Shanto folgte Shakib Al Hasan mit 26 und Towhid Hridoy mit 68 Runs. Nachdem Mushfiqur Rahim ins Spiel gekommen war, schied Shanto nach einem Century über 117 Runs aus 93 Bällen aus. An der Seite von Rahim erzielte Mehidy Hasan Miraz 19 Runs, bevor er im letzten Over die Vorgabe nach 36* Runs einholte. Beste irische Bowler waren Curtis Campher mit 2 Wickets für 37 Runs und George Dickrell mit 2 Wickets für 58 Runs. Als Spieler des Spiels wurde Najmul Hossain Shanto ausgezeichnet.

### Drittes ODI in Chelmsford
| 14. Mai Scorecard | Chelmsford | Bangladesch 274 (48.5)         | – | Irland 269-9 (50) |
|                   |            | Bangladesch gewinnt mit 5 Runs |   |                   |

Irland gewann den Münzwurf und entschied sich als Feldmannschaft zu beginnen. Für Bangladesch formte der Eröffnungs-Batter Tamim Iqbal zusammen mit dem dritten Schlagmann Najmul Hossain Shanto eine Partnerschaft. Shanto schied nach 35 Runs aus und der ihm folgende Litton Das erreichte 35 und Towhid Hridoy 13 Runs. Nachdem Mustafizur Rahman ins Spiel gekommen war, verlor Iqbal nach einem Fifty über 69 Runs sein Wicket. Er wurde durch Mehidy Hasan Miraz ersetzt. Rahim erzielte 45 Runs und Hasan 37, bevor Bangladesch bis zum vorletzten Over auch das letzte Wicket verlor. Bester irischer Bowler war Mark Adair mit 4 Wicket für 40 Runs. Für Bangladesch bildete der Eröffnungs-Batter Paul Stirling zusammen mit dem dritten Schlagmann Andy Balbirnie eine Partnerschaft. Balbirnie schied nach einem Fifty über 53 Runs aus und wurde durch Harry Tector gefolgt. Stirling erreichte 60 Runs, woraufhin Lorcan Tucker ins Spiel kam. Tector erzielte 45 Runs und Tucker ein Fifty über 50 Runs, bevor Mark Adair noch 20 Runs hinzufügen konnte, die jedoch nicht ausreichten um die Vorgabe einzuholen. Bester bangladeschischer Bowler war Mustafizur Rahman mit 4 Wickets für 44 Runs, der auch als Spieler des Spiels ausgezeichnet wurde.

## Auszeichnungen

### Player of the Series
Als Player of the Series wurden der folgende Spieler ausgezeichnet.
| Serie | Player of the Series  |
| ----- | --------------------- |
| ODI   | Najmul Hossain Shanto |

### Player of the Match
Als Player of the Match wurden die folgenden Spieler ausgezeichnet.
| Spiel  | Player of the Match   |
| ------ | --------------------- |
| 1. ODI | –                     |
| 2. ODI | Najmul Hossain Shanto |
| 3. ODI | Mustafizur Rahman     |